# 남제주군 (선거구)
남제주군은 대한민국의 옛 국회의원 선거구이다. 당시 제주도 남제주군을 관할했다.

## 역사
제헌 국회의원 선거를 앞두고 남제주군 전 지역을 관할하는 선거구로 신설되었다.
제9대 국회의원 선거를 앞두고 제주시·북제주군 선거구와 통합되어 제주시·북제주군·남제주군 선거구를 이루게 됨에 따라 폐지되었다.

## 역대 국회의원
| 선거   | 정당 | 정당       | 의원   |
| ------ | ---- | ---------- | ------ |
| 1948년 |      | 무소속     | 오용국 |
| 1950년 |      | 무소속     | 강경옥 |
| 1954년 |      | 자유당     | 강경옥 |
| 1958년 |      | 무소속     | 현오봉 |
| 1960년 |      | 한국사회당 | 김성숙 |
| 1963년 |      | 민주공화당 | 현오봉 |
| 1967년 |      | 민주공화당 | 현오봉 |
| 1971년 |      | 민주공화당 | 현오봉 |

## 역대 선거 결과

### 대한민국 제헌 국회의원 선거
|  | TBA |

|  | TBA |

|  | TBA |

제주 4·3 사건의 여파로 인해 제헌 국회의원 선거 당시 남제주군 선거구에 출마한 후보자의 이름, 정당과 오용국 후보가 당선되었다는 사실만 전해질 뿐 상세한 선거 결과는 알려지지 않았다.

### 대한민국 제2대 국회의원 선거
|  | 19.09% |

|  | 13.35% |

|  | 13.34% |

|  | 12.11% |

|  | 11.19% |

|  | 10.18% |

|  | 9.97% |

|  | 7.47% |

|  | 3.26% |

### 대한민국 제3대 국회의원 선거
|  | 42.00% |

|  | 21.37% |

|  | 15.31% |

|  | 14.98% |

|  | 6.32% |

### 대한민국 제4대 국회의원 선거
|  | 29.55% |

|  | 25.12% |

|  | 23.32% |

|  | 21.99% |

### 대한민국 제5대 국회의원 선거
|  | 31.57% |

|  | 23.76% |

|  | 21.43% |

|  | 6.71% |

|  | 6.25% |

|  | 5.82% |

|  | 4.43% |

### 대한민국 제6대 국회의원 선거
|  | 49.24% |

|  | 22.78% |

|  | 15.07% |

|  | 10.29% |

|  | 2.59% |

### 대한민국 제7대 국회의원 선거
|  | 55.29% |

|  | 27.27% |

|  | 12.06% |

|  | 2.91% |

|  | 1.47% |

|  | 0.97% |

### 대한민국 제8대 국회의원 선거
|  | 50.40% |

|  | 47.62% |

|  | 1.97% |